# Constantin Chilowski
Constantin Chilowski, né le 8 décembre 1880 à Riazan en Russie et mort le 29 juin 1958 à Manhattan,, est un scientifique français, co-inventeur avec Paul Langevin du principe du sonar en 1917.

## Biographie
Formé par Pierre et Jacques Curie en compagnie de Paul Langevin, il entame, avec ce dernier et l'apport du physicien canadien Robert William Boyle, des recherches sur le sonar. L'utilisation des ultrasons est suggérée dès 1917, mais les travaux de recherche pour la mise au point d'un hydrophone susceptible de détecter des icebergs avaient débuté en 1915.
Durant la guerre de 1914, Constantin Chilowski cherche à favoriser l’écoulement de l’air autour d’un obus en mouvement par un jet sortant  perpendiculairement à l’axe de l’obus, dans le but de « diminuer la résistance que  l’air oppose aux projectiles en les munissant à l’avant d’une sorte de bec qui crache transversalement, par une ouverture circulaire, une nappe de feu ». Cette idée fut reprise par le colonel Lafay qui a effectué plusieurs essais pour  étudier cet effet. Pour commencer il remplace les lames de vapeurs enflammées par de l’acétylène à une température ordinaire, et parvient ainsi à mieux étudier les écoulements près de l’obus. Il arrive à l’idée de placer la paroi convexe en  prolongement de la paroi de la fente d’où sort le jet. Il met donc un tube qui  dépasse la pointe de l’obus de la distance d, et ferme l’extrémité avant du tube  pour ainsi avoir une fente circulaire réglable de laquelle le gaz sort perpendiculairement à l’axe. Pour une vitesse de vent de 30 m/s, une lame d’acétylène caractérisée par une  épaisseur de 0,3 mm, et enfin une surpression de 0,5 bar, M. Lafay a obtenu les  résultats suivant regroupés, et pour différentes valeurs de d(mm) :
- 35 mm, augmentation de la résistance de 1/10 ;
- 15 mm, même effet, mais l’augmentation de la poussée est plus faible ;
- >5 mm, l’effet diminue d’intensité ;
- 5 mm, obtention d’une action propulsive très nette !
- < 5 mm, l’action augmente d’intensité !

Les expériences sont reprises à partir de 1932 par Henri Coandă qui propose une  paroi convexe à facettes planes, ainsi que de nombreuses applications pratiques  de la déviation du jet issu une fente étroite.